# Andøy
Andøy là đô thị phía bắc ở hạt Nordland, Na Uy, và nó thuộc về quần đảo Vesterålen. Các hòn đảo lớn nhất tại thành phố là Andøya. Trung tâm hành chính của đô thị này là làng Andenes.
Andøy được tạo ra như là một đô thị mới vào ngày 1 tháng 1 năm 1964 sau khi sáp nhập các đô thị cũ của Andenes, Bjørnskinn, và Dverberg. Hôm nay, Andenes là một làng đánh cá phát triển mạnh và là nơi có khách du lịch đến tham quan.